# Scottish Third Division 2009/10
Die Scottish Football League Third Division wurde 2009/10 zum insgesamt 16. Mal unter diesem Namen ausgetragen. Es war zudem die sechzehnte Austragung der Third Division als nur noch vierthöchste schottische Liga. In der vierthöchsten Fußball-Spielklasse der Herren in Schottland traten in der Saison 2009/10 10 Vereine in insgesamt 36 Spieltagen gegeneinander an. Jedes Team spielte jeweils viermal gegen jedes andere. Bei Punktgleichheit zählte die Tordifferenz, vor dem direkten Vergleich.
Die Meisterschaft gewann der FC Livingston, der sich damit den Aufstieg und die Teilnahme an der Second Division-Saison 2010/11 sicherte. An den Aufstieg-Play-offs nahmen Forfar Athletic, der FC East Stirlingshire und FC Queen’s Park teil. In der Relegation setzten sich die Loons aus Forfar durch und stiegen neben Livingston auf. Torschützenkönig mit 18 Treffern wurde Craig Gunn von Elgin City.

## Statistiken

### Abschlusstabelle
| Pl. | Verein                | Sp. | S  | U  | N  | Tore    | Diff. | Punkte |
| --- | --------------------- | --- | -- | -- | -- | ------- | ----- | ------ |
| 1.  | FC Livingston (A 1)   | 36  | 24 | 6  | 6  | 063:250 | +38   | 78     |
| 2.  | Forfar Athletic       | 36  | 18 | 9  | 9  | 059:440 | +15   | 63     |
| 3.  | FC East Stirlingshire | 36  | 19 | 4  | 13 | 050:460 | +4    | 61     |
| 4.  | FC Queen’s Park (A)   | 36  | 15 | 6  | 15 | 042:420 | ±0    | 51     |
| 5.  | Albion Rovers         | 36  | 13 | 11 | 12 | 035:350 | ±0    | 50     |
| 6.  | Berwick Rangers       | 36  | 14 | 8  | 14 | 046:500 | −4    | 50     |
| 7.  | FC Stranraer (A)      | 36  | 13 | 8  | 15 | 048:540 | −6    | 47     |
| 8.  | Annan Athletic        | 36  | 11 | 10 | 15 | 041:420 | −1    | 43     |
| 9.  | Elgin City            | 36  | 9  | 7  | 20 | 046:590 | −13   | 34     |
| 10. | FC Montrose           | 36  | 5  | 9  | 22 | 030:630 | −33   | 24     |

Platzierungskriterien: 1. Punkte – 2. Tordifferenz – 3. geschossene Tore – 4. Direkter Vergleich (Punkte, Tordifferenz, geschossene Tore)
| Saison 2009/10 |

| Zum Saisonende 2008/09 |                                   |
| (A)                    | Absteiger aus der Second Division |